# Gnomidolon ornaticolle
Gnomidolon ornaticolle är en skalbaggsart som beskrevs av Martins 1960. Gnomidolon ornaticolle ingår i släktet Gnomidolon och familjen långhorningar.
Artens utbredningsområde är Paraguay. Inga underarter finns listade i Catalogue of Life.